# BAFTA (премия, 1975)
28-я церемония вручения наград премии BAFTA

1975
Лучший фильм: 

Лакомб Люсьен 

Lacombe Lucien
< 27-я Церемонии вручения 29-я >
28-я церемония вручения наград премии BAFTA, учреждённой Британской академией кино и телевизионных искусств, за заслуги в области кинематографа за 1974 год состоялась в Лондоне в 1975 году.

## Полный список победителей и номинантов
| Победители выделены отдельным цветом. |

### Основные категории
| Категории                                               | Победитель и номинанты                                                                       |
| ------------------------------------------------------- | -------------------------------------------------------------------------------------------- |
| Лучший фильм                                            | • «Лакомб Люсьен»                                                                            |
| Лучший фильм                                            | • «Китайский квартал»                                                                        |
| Лучший фильм                                            | • «Последний наряд»                                                                          |
| Лучший фильм                                            | • «Убийство в „Восточном экспрессе“»                                                         |
| Лучшая режиссёрская работа                              | • Роман Полански — «Китайский квартал»                                                       |
| Лучшая режиссёрская работа                              | • Фрэнсис Форд Коппола — «Разговор»                                                          |
| Лучшая режиссёрская работа                              | • Луи Маль — «Лакомб Люсьен»                                                                 |
| Лучшая режиссёрская работа                              | • Сидни Люмет — «Серпико»                                                                    |
| Лучшая режиссёрская работа                              | • Сидни Люмет — «Убийство в „Восточном экспрессе“»                                           |
| Лучшая мужская роль                                     | • Джек Николсон — «Китайский квартал» и «Последний наряд»                                    |
| Лучшая мужская роль                                     | • Аль Пачино — «Серпико»                                                                     |
| Лучшая мужская роль                                     | • Джин Хэкмен — «Разговор»                                                                   |
| Лучшая мужская роль                                     | • Альберт Финни — «Убийство в „Восточном экспрессе“»                                         |
| Лучшая женская роль                                     | • Джоан Вудворд — «Летние желания, зимние мечты»                                             |
| Лучшая женская роль                                     | • Фэй Данауэй — «Китайский квартал»                                                          |
| Лучшая женская роль                                     | • Барбра Стрейзанд — «Встреча двух сердец»                                                   |
| Лучшая женская роль                                     | • Сисели Тайсон — «Автобиография мисс Джейн Питтман»                                         |
| Лучшая мужская роль второго плана                       | • Джон Гилгуд — «Убийство в „Восточном экспрессе“»                                           |
| Лучшая мужская роль второго плана                       | • Адам Фэйт — «Звёздная пыль»                                                                |
| Лучшая мужская роль второго плана                       | • Джон Хьюстон — «Китайский квартал»                                                         |
| Лучшая мужская роль второго плана                       | • Рэнди Куэйд — «Последний наряд»                                                            |
| Лучшая женская роль второго плана                       | • Ингрид Бергман — «Убийство в „Восточном экспрессе“»                                        |
| Лучшая женская роль второго плана                       | • Синди Уильямс — «Американские граффити»                                                    |
| Лучшая женская роль второго плана                       | • Сильвия Сидни — «Летние желания, зимние мечты»                                             |
| Лучшая женская роль второго плана                       | • Сильвия Симс — «Финиковая косточка»                                                        |
| Самый многообещающий дебютант, исполнивший главную роль | • Джорджина Хейл — «Малер»                                                                   |
| Самый многообещающий дебютант, исполнивший главную роль | • Кливон Литтл — «Сверкающие сёдла»                                                          |
| Самый многообещающий дебютант, исполнивший главную роль | • Сисси Спейсек — «Пустоши»                                                                  |
| Лучший сценарий                                         | • «Китайский квартал» — Роберт Таун                                                          |
| Лучший сценарий                                         | • «Последний наряд» — Роберт Таун                                                            |
| Лучший сценарий                                         | • «Лакомб Люсьен» — Луи Маль, Патрик Модиано                                                 |
| Лучший сценарий                                         | • «Разговор» — Фрэнсис Форд Коппола                                                          |
| Лучший сценарий                                         | • «Сверкающие сёдла» — Мел Брукс, Ричард Прайор, Норман Штайнберг, Эндрю Бергман, Алан Ангер |

### Другие категории
| Категории                                                  | Победитель и номинанты                                                      |
| ---------------------------------------------------------- | --------------------------------------------------------------------------- |
| Лучшая музыка к фильму                                     | • «Убийство в „Восточном экспрессе“» — Ричард Родни Беннетт                 |
| Лучшая музыка к фильму                                     | • «Китайский квартал» — Джерри Голдсмит                                     |
| Лучшая музыка к фильму                                     | • «Серпико» — Микис Теодоракис                                              |
| Лучшая музыка к фильму                                     | • «С Новым годом!» — Франсис Ле                                             |
| Лучшая музыка к фильму                                     | • «Три мушкетёра: Подвески королевы» — Мишель Легран                        |
| Лучшая операторская работа                                 | • «Великий Гэтсби» — Дуглас Слокомб                                         |
| Лучшая операторская работа                                 | • «Зардоз» — Джеффри Ансуорт                                                |
| Лучшая операторская работа                                 | • «Китайский квартал» — Джон А. Алонсо                                      |
| Лучшая операторская работа                                 | • «Три мушкетёра: Подвески королевы» — Дэвид Уоткин                         |
| Лучшая операторская работа                                 | • «Убийство в „Восточном экспрессе“» — Джеффри Ансуорт                      |
| Лучший дизайн костюмов                                     | • «Великий Гэтсби» — Тиони В. Олдридж                                       |
| Лучший дизайн костюмов                                     | • «Китайский квартал» — Антея Силберт                                       |
| Лучший дизайн костюмов                                     | • «Три мушкетёра: Подвески королевы» — Ивонн Блэйк                          |
| Лучший дизайн костюмов                                     | • «Убийство в „Восточном экспрессе“» — Тони Уолтон                          |
| Лучшая работа художника-постановщика                       | • «Великий Гэтсби» — Джон Бокс                                              |
| Лучшая работа художника-постановщика                       | • «Китайский квартал» — Ричард Силберт                                      |
| Лучшая работа художника-постановщика                       | • «Три мушкетёра: Подвески королевы» — Брайан Фэтуэлл                       |
| Лучшая работа художника-постановщика                       | • «Убийство в „Восточном экспрессе“» — Тони Уолтон                          |
| Лучший монтаж                                              | • «Разговор» — Уолтер Мёрч, Ричард Чу                                       |
| Лучший монтаж                                              | • «Китайский квартал» — Сэм О’Стин                                          |
| Лучший монтаж                                              | • «Три мушкетёра: Подвески королевы» — Джон Виктор Смит                     |
| Лучший монтаж                                              | • «Убийство в „Восточном экспрессе“» — Энн В. Коутс                         |
| Лучший звук                                                | • «Разговор» — Арт Рочестер, Нат Боксер и другие…                           |
| Лучший звук                                                | • «Землетрясение» — Мелвин Меткаф, Роналд Пирс                              |
| Лучший звук                                                | • «Золото» — Адам Сомс, Райдэл Лав и другие…                                |
| Лучший звук                                                | • «Изгоняющий дьявола» — Крис Ньюман, Росс Тэйлор, Роберт Кнудсон и другие… |
| Лучший анимационный фильм                                  | • La Faim                                                                   |
| Лучший анимационный фильм                                  | • Cat’s Cradle                                                              |
| Лучший короткометражный фильм Награда имени Джона Грирсона | • Location North Sea                                                        |
| Лучший короткометражный фильм Награда имени Джона Грирсона | • Acting in Turn                                                            |
| Лучший короткометражный фильм Награда имени Джона Грирсона | • Facets of Glass                                                           |
| Лучший короткометражный фильм Награда имени Джона Грирсона | • The Quiet Land                                                            |
| Лучший специализированный фильм                            | • Monet in London                                                           |
| Лучший специализированный фильм                            | • Adventure in Colour                                                       |
| Лучший специализированный фильм                            | • Child II                                                                  |
| Лучший специализированный фильм                            | • Nobody’s Fault                                                            |
| Flaherty Documentary Award                                 | • Cree Hunters of Mistassini                                                |
| Flaherty Documentary Award                                 | • Compañero: Victor Jara of Chile                                           |
| Flaherty Documentary Award                                 | • Leprosy                                                                   |
| United Nations Award                                       | • «Лакомб Люсьен»                                                           |
| United Nations Award                                       | • «Автобиография мисс Джейн Питтман»                                        |
| BAFTA Academy Fellowship Award                             | • Жак-Ив Кусто — исследователь, изобретатель, режиссёр                      |